# Love, Wedding, Marriage
Love, Wedding, Marriage (Matrimonio por amor en Argentina, Un plan para enamorarse en España y Amor, boda y matrimonio en México) es una comedia romántica estrenada el 3 de julio de 2011 en Estados Unidos. Dirigida por Dermot Mulroney, protagonizada por Mandy Moore y Kellan Lutz.

## Argumento
Una consejera matrimonial, que casualmente está recién casada, y cuyo trabajo consiste en preocuparse por la felicidad conyugal de las demás parejas, ve cómo su realidad se pone totalmente patas arriba cuando descubre que sus padres se van a divorciar.

## Reparto
- Mandy Moore como Ava.
- Kellan Lutz como Charlie.
- Jessica Szohr como Shelby.
- Jane Seymour como Betty.
- James Brolin como Bradley.
- Michael Weston como Gerber.
- Monica Acosta como Invitada de la boda.
- Sarah Lieving como Rachel.
- Beau Brasso como patrón del Bar.
- Michael Arata como Contador.
- Michael Showers como el "Guapo hombre sin dientes".
- Marta Zmuda Trzebiatowska como Kasia.
- Christopher Lloyd como el Dr. George

## Recepción
Las críticas de la película han sido principalmente negativos. La película se ubica en un raro 0% en la revisión de Rotten Tomatoes basado en 18 críticas, y un índice de aprobación del 26% entre los miembros de la audiencia (de un total de 1.364 votos).